# Errol Flynn
Vous lisez un « bon article » labellisé en 2009.
Pour les articles homonymes, voir Flynn.
Errol Flynn est un acteur australo-américain, né le 20 juin 1909 à Hobart en Tasmanie (Australie) et mort d'une crise cardiaque le 14 octobre 1959 à Vancouver (Canada).
Flynn s'est fait connaître principalement pour ses rôles dans les films d'aventures de Michael Curtiz, tels que Capitaine Blood (1935), Les Aventures de Robin des Bois (1938) ou L'Aigle des mers (1940), et de Raoul Walsh tels que La Charge fantastique (1941), Gentleman Jim (1942) ou Aventures en Birmanie (1945).
Marié à trois reprises, il est également célèbre pour son tempérament d'« homme à femmes », entretenant une image de séducteur impénitent tout au long de sa vie. Pour les hommes de sa génération, « l'amour à la Flynn » (expression originale : « In like Flynn ») était synonyme de succès amoureux. Il meurt à l'âge de 50 ans, principalement en raison d'un excès d'alcool. Ayant tourné dans plus de soixante films, son nom est associé aux plus grandes stars de l'âge d'or d'Hollywood.

## Biographie

### Jeunesse
Fils du docteur Theodore Thomson Flynn (1883-1968), un biologiste et anthropologue irlandais renommé, professeur à la Queen's University de Belfast, et de Marrelle Young, de nationalité australienne, Errol Leslie Thomson Flynn naît le 20 juin 1909 à Hobart en Tasmanie, avant de passer ses premières années à Sydney. Enfant, une relation conflictuelle s'installe entre lui et sa mère qui le considérait comme « un diable en culotte courte ». Voulant échapper aux fessées, il s'enfuit à l'âge de sept ans durant trois jours. Dans son autobiographie, Flynn dira : « […] le principal souvenir que je garde de mon enfance, c'est celui de mes fesses meurtries.» D'une famille irlandaise originellement catholique puis anglicane, Errol Flynn vit toutefois dans une atmosphère agnostique imprégnée de vision scientifique et d'ouvrages darwiniens.
Adolescent turbulent — son père dira de lui : « Errol était un enfant intenable ; comme Huckleberry Finn, il remuait toujours dans sa tête des projets d'évasion » — il est à tel point féru d'océan qu'il s'embarque clandestinement dans le bateau de son grand-père marin, qui doit le ramener sur la terre ferme. À la suite de ces événements, il est mis en pension en Angleterre, au South-West London College, établissement « affreusement lugubre » selon ses dires,. Piètre élève, Flynn se démarque par ses talents sportifs : il s'illustre dans l'équipe de football ainsi qu'en gymnastique. Il est exclu du collège à quinze ans et intègre, grâce à la renommée scientifique de son père, le Colet Court de Londres duquel il se fait également renvoyer. Il retourne enfin en Australie pour être élève à la Northshore Sydney Grammar School dont il se fait exclure une fois de plus après une bagarre avec un autre élève, malgré son titre de champion junior d'Australie de tennis obtenu à l'âge de dix-sept ans.
C'est au début de 1926 que, se retrouvant seul en Australie, il découvre les affres d'une vie qu'il définit comme « à la dure dans une grande ville». Il réussit à partir vers la Nouvelle-Guinée grâce à la vente d'une bague de fiançailles qu'il réservait à une certaine Naomi Dibbs et à un appoint financier de son oncle Oscar qui lui permettent de rejoindre Rabaul. De 1927 à 1932 (période qu'il appellera plus tard « les années du crocodile et du sabre »), il exerce divers métiers : inspecteur sanitaire du gouvernement, aide de camp, pêcheur à la dynamite, directeur d'une plantation de coprah et capitaine d'un bateau de transport. Il se lie d'amitié à cette occasion avec le producteur américain Joel Swartz qui lui demande de lui faire remonter le fleuve Sepik pour filmer les chasseurs de têtes qui le bordent. Cette équipe de tournage prétendument hollywoodienne est en réalité envoyée par le gouvernement australien pour espionner une région sujette à des troubles.
Au retour de l'expédition, début 1929, Errol est renvoyé de la plantation dans laquelle il travaillait toujours. Il abandonne bateau et compagne de l'époque pour l'Ouest de la Nouvelle-Guinée : Salamaua. Première étape d'un périple à travers la jungle vers les zones aurifères d'Edey Creek. L'expédition est un fiasco. De retour à Salamaua, Flynn se fait trafiquant de plumes d'oiseaux, négrier, guide d'expédition… Il est arrêté pour le meurtre d'un indigène de la tribu des Garramuts ; assurant lui-même sa défense au cours du procès qui s'ensuit, il plaide la légitime défense et évite de justesse la prison grâce notamment au témoignage de Jack Ryan. Après cette dernière péripétie, il rentre à Sydney pour être soigné pendant plusieurs mois de la variole noire.
Il offre une seconde bague de fiançailles à Naomi Dibbs et trouve un emploi d'aide-vétérinaire dans une entreprise d'élevage de moutons. Mais son unique travail consiste à « castrer les moutons avec les dents », : outre le manque d'outils adéquats, cette technique s'avère en effet être la méthode la plus propre et la plus efficace. Il revend 2 000 livres sterling les terres aurifères qu'il possède toujours en Nouvelle-Guinée et achète le Sirocco, une « coquille de noix » qu'il utilisera pour rejoindre à nouveau la Nouvelle-Guinée et acquérir une plantation de tabac, mais l'entreprise périclite à nouveau. Désargenté, il est engagé comme correspondant au Sidney Bulletin. Il reçoit alors un télégramme du réalisateur et producteur australien Charles Chauvel qui lui propose un contrat d'acteur de 50 livres sterling dans son prochain film.
Le tournage de In the Wake of the Bounty, mis en scène par Charles Chauvel, a lieu en 1933 à Tahiti. Il relate la révolte du HMS Bounty. Flynn y interprète Fletcher Christian, le meneur de la mutinerie contre le capitaine William Bligh. Par coïncidence, il s'avère que Flynn est lui-même le descendant — du côté de sa mère — de Richmond Young, un marin qui avait fait partie de la mutinerie.
Il s'embarque peu après pour la Grande-Bretagne où il intègre la Northampton Repertory Company en tant que comédien sous le nom de Leslie Flynn. Selon Gerry Connelly dans Errol Flynn à Northampton, il joue au Festival de Malvern en 1934, ainsi qu'à Glasgow et dans le West End de Londres. Grâce au film Murder at Monte Carlo, il est repéré par Irving Asher, le patron des studios de Teddington, qui le recommande à Jack Warner pour tourner à Hollywood.

### Hollywood

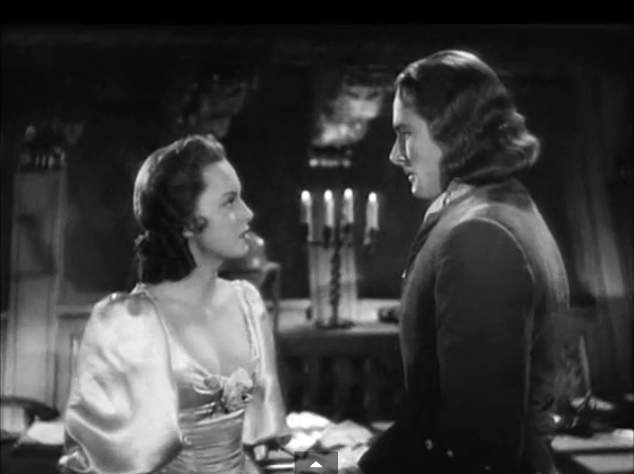
Olivia de Havilland et Errol Flynn dans Capitaine Blood (1935).

The Case of the Curious Bride est le premier film américain tourné par Flynn, sous la direction de Michael Curtiz : il y interprète un mort. Flynn accède à la célébrité en 1935 grâce à son second film avec Curtiz, Capitaine Blood, un peu par hasard : Robert Donat qui devait interpréter le rôle-titre étant déjà engagé au théâtre à Londres, le producteur Hal B. Wallis pense à Leslie Howard, jugé trop frêle, puis à Howard Brent pour finalement se rabattre sur Flynn qui avait le physique nécessaire pour le rôle,. Dans ce film, qui se déroule à la fin du XVIIe siècle, il incarne un jeune médecin coupable de trahison après avoir recueilli et soigné un rebelle. Flynn partage l'affiche, pour 300 dollars par semaine, avec une autre inconnue : Olivia de Havilland. Elle deviendra par la suite une de ses partenaires principales ; ils tourneront ensemble huit films : 
- Capitaine Blood (1935) ;
- La Charge de la brigade légère (1936) ;
- Les Aventures de Robin des Bois (1938) ;
- Quatre au paradis (1938) ;
- Les Conquérants (1939) ;
- La Vie privée d'Élisabeth d'Angleterre (1939) ;
- La Piste de Santa Fe (1940) ;
- La Charge fantastique (1941).

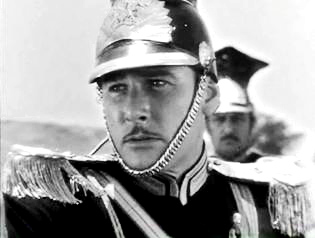
La Charge de la brigade légère (1936).

Le succès de Capitaine Blood relance l'intérêt pour les films d'aventures historiques. Errol Flynn passe alors une audition à la Metro-Goldwyn-Mayer pour le rôle de Roméo dans Roméo et Juliette de George Cukor mais le rôle échoit finalement à Leslie Howard. Flynn devient dès lors le spécialiste des films de cape et d'épée et d'aventure. Il tourne La Charge de la brigade légère en 1936, un film épique à gros budget (1 200 000 $, un record pour l'époque), d'après une libre adaptation du poème d'Alfred Tennyson, qui est selon Claude Aziza, « un des plus beaux morceaux de bravoure du cinéma hollywoodien d'avant-guerre ». En 1937, il tourne Le Prince et le Pauvre, tiré d'une histoire de Mark Twain et réalisé par William Keighley. C'est à ce rôle que Flynn devra son surnom de « Prince ». Dans La Lumière verte de Frank Borzage, il joue le rôle d'un assistant-chirurgien accusé à tort de la mort d'une patiente durant une opération. D'après Olivier Gamble, Errol Flynn est parfait par son calme, sa noblesse et son charme. Toujours en 1937, La Tornade de William Dieterle est un mélodrame colonial tiré de William Somerset Maugham et tourné dans les décors de La Charge de la brigade légère. Cette même année, en Espagne, une fausse annonce de sa mort paraît.

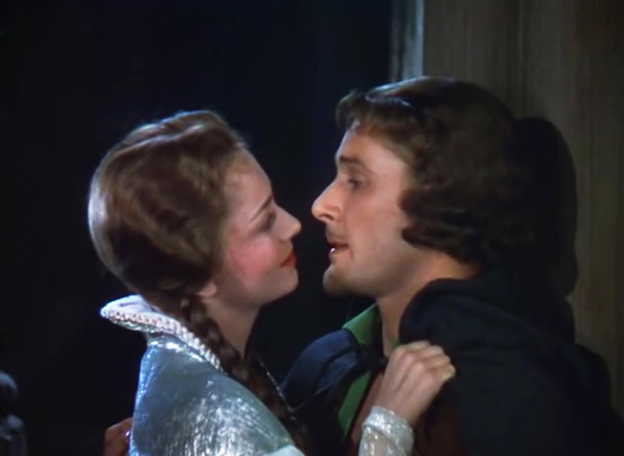
Olivia de Havilland et Errol Flynn dans Les Aventures de Robin des Bois (1938).

En 1938, il remplace James Cagney, originellement prévu mais lassé d'attendre, dans le rôle de Robin des Bois pour Les Aventures de Robin des Bois. D'après Basile Courtel, ce film est « incontestablement un pur chef-d'œuvre et l'un des meilleurs films jamais réalisés à Hollywood ». Puis il enchaîne avec Les Conquérants en 1939, un film inspiré des exploits de Wyatt Earp, peut-être considéré comme l'un des meilleurs westerns de l'époque, avec « en prime », un Flynn « au sommet de sa forme ». En 1940, pour L'Aigle des mers, Michael Curtiz donne à Flynn comme partenaires Flora Robson et Brenda Marshall, « actrices un peu effacées, de façon à libérer l'acteur de toute pression et laisser libre cours à son fantastique abattage ». En 1942, Raoul Walsh lui donne l'occasion de jouer le boxeur James J. Corbett dans Gentleman Jim. Ce film de boxe est considéré comme un des meilleurs qui soient dans ce genre. John Huston dira de lui : « S'il est un film que je n'ai jamais oublié, c'est bien Gentleman Jim, de Raoul Walsh. J'ai été champion de boxe dans ma jeunesse. »

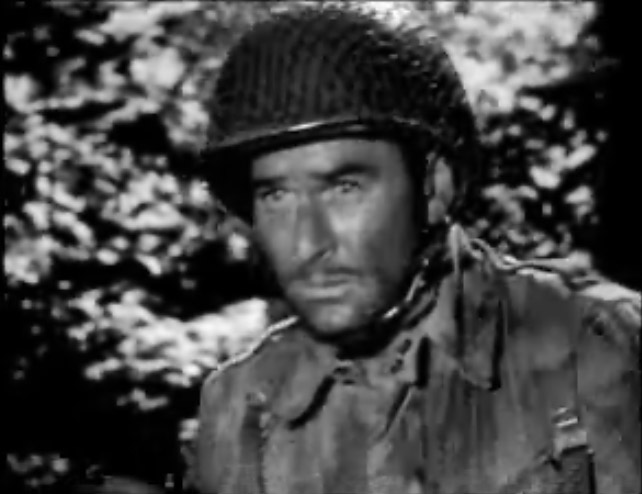
Aventures en Birmanie (1944).

L'Ange des ténèbres sorti en 1943 est un film Warner de propagande anti nazie qui se déroule en Norvège et dans lequel Flynn joue le rôle d'un résistant. En 1945, Flynn retrouve Raoul Walsh pour Aventures en Birmanie, un film sur le front asiatique de la Seconde Guerre mondiale. « Un film où domine une impression d'authenticité quasi documentaire qui fait oublier les libertés prises avec la vérité historique », commente Claude Beylie.
Il débute également le tournage des Aventures de Don Juan, toujours sous la direction de Raoul Walsh, mais le projet est ajourné en raison d’une grève. Vincent Sherman en reprend les rênes et commence à tourner en octobre 1947. Le film connaît de nombreux problèmes dus aux absences répétées de Flynn et à son alcoolisme de plus en plus prononcé. Le film sort en 1949 et reçoit dans l'ensemble de bonnes critiques. Variety écrit : « Bon nombre de films de cape et d'épée ont récemment franchi les écrans. Les Aventures de Don Juan est à ranger parmi les meilleurs. »
En 1952, Flynn claque la porte de la Warner. « Qu'ils aillent se faire voir. Je vais aller en Italie tourner mes propres films. Je gagnerai une fortune et je montrerai à ces gars-là que je n'ai besoin ni d'eux ni de leur studio ». Cependant, les choses ne se passent pas aussi bien que prévu et, ruiné, il laisse son Guillaume Tell inachevé. L'abus d'alcool et de drogues le vieillissent prématurément bien que le public apprécie toujours ses films, tel Le Soleil se lève aussi (1957). Une femme marquée lui permet de jouer le rôle de John Barrymore, un grand ami de Flynn, également alcoolique.
En 1958, Errol Flynn tourne son dernier grand film : Les Racines du ciel, d'après le roman de Romain Gary. Sa rencontre avec le réalisateur John Huston est mouvementée : lors d'une soirée, ils en viennent aux mains au sujet de la qualité d'un comédien et se retrouvent tous deux à l'hôpital. Cette mésaventure instaure paradoxalement un respect mutuel entre les deux hommes. Le tournage en Afrique-Équatoriale française est éprouvant : Flynn se saoule tous les soirs et doit prendre des excitants le lendemain pour se remettre sur pied. Avec des températures de 50 °C à l'ombre, des épidémies de dysenterie amibienne et de malaria déciment l'équipe, excepté Flynn et Huston, les seuls à ne pas boire d'eau.

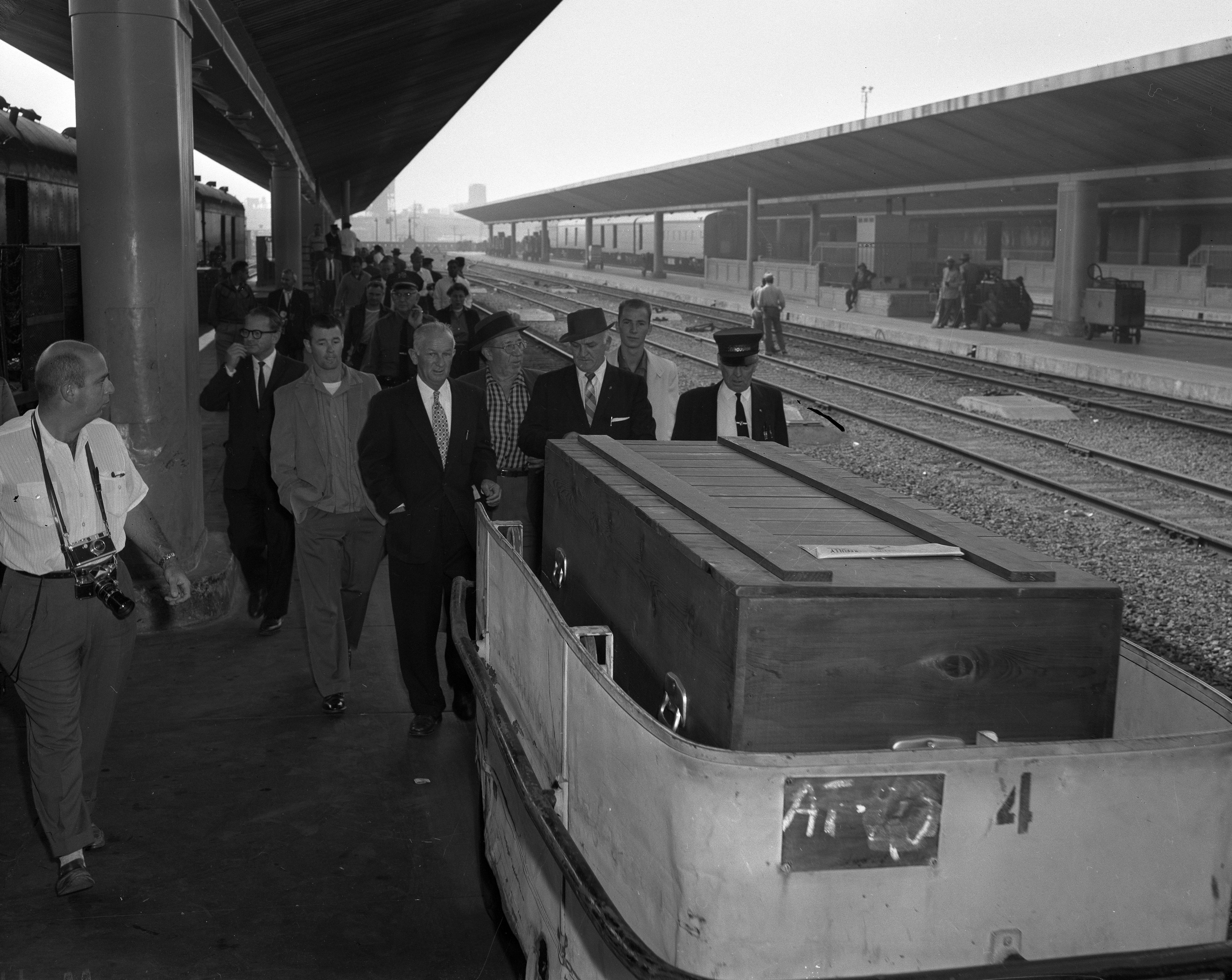
Cercueil d'Errol Flynn sur les quais de la gare de Los Angeles (Californie) en 1959.

Errol Flynn meurt d'une crise cardiaque à l'âge de 50 ans le 14 octobre 1959. Il est enterré au cimetière Forest Lawn Memorial Park à Glendale en Californie.
Flynn est considéré par de nombreux critiques comme l'héritier de Douglas Fairbanks. Son autobiographie, Mes 400 coups (My Wicked, Wicked Ways en version originale), publiée quelques mois après sa mort, contient des anecdotes pleines d'humour sur Hollywood.
Plusieurs films en partie biographiques ont mis en scène Errol Flynn : My Wicked, Wicked Ways… The Legend of Errol Flynn, téléfilm américain de Don Taylor avec Duncan Regehr dans le rôle de Flynn en 1985 ; Without Walls: For One Night Only: Errol Flynn, téléfilm britannique de Jane Oliver avec Nathaniel Parker en 1994 et Flynn, film australo-américain de Frank Howson avec Guy Pearce en 1997. Jude Law a également interprété le rôle de Flynn dans Aviator de Martin Scorsese en 2004, film sur la vie du producteur Howard Hughes, avec Leonardo DiCaprio dans le rôle principal.
Fin 2005, un film intitulé In Like Flynn, basé en partie sur le roman autobiographique de Flynn, Beam Ends et racontant la jeunesse de l'acteur, a été envisagé par son petit-fils, l'acteur Luke Flynn, puis réalisé en 2018 par Russell Mulcahy avec Thomas Cocquerel (en) dans le rôle-titre.
En 2013, le film The Last of Robin Hood revient sur le scandale provoqué par sa liaison avec sa dernière compagne, Beverly Aadland, âgée de 15 ans au moment de leur rencontre.
Il a tourné douze films sous la direction de Michael Curtiz, et sept sous celle de Raoul Walsh.

### Controverse posthume

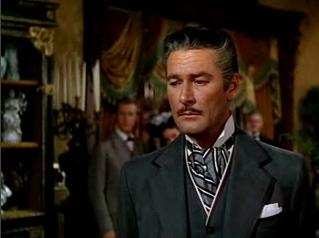
La Dynastie des Forsyte (1949).

Charles Higham a publié une biographie controversée, Errol Flynn, l'histoire secrète (Errol Flynn: The Untold Story, Doubleday, 1980), dans laquelle il prétend que Flynn était un sympathisant fasciste et qu'il avait espionné pour le compte des nazis avant et pendant la Seconde Guerre mondiale. Des biographies plus récentes, notamment celle de Tony Thomas, Errol Flynn, l'espion qui ne l'a jamais été, ont dénoncé ces suppositions comme étant de pures affabulations.
C'est un fait établi que, dans les années 1930, Errol Flynn s’est lié d'amitié avec Hermann Erben, médecin autrichien qui a travaillé pour l'Abwehr. C'est en sa compagnie qu'Errol Flynn part en 1937 en Espagne comme correspondant de guerre auprès de l'armée républicaine pendant la guerre d'Espagne.
Dans le film de Joe Johnston The Rocketeer (1991), Timothy Dalton interprète le rôle d'un célèbre acteur hollywoodien, nommé Neville Sinclair, qui est en réalité un espion nazi. Ce personnage fictif est clairement inspiré de la biographie contestée d'Errol Flynn.
Les opinions politiques de Flynn paraissent avoir plutôt penché à gauche. Il a défendu la République espagnole pendant la guerre d'Espagne et la révolution cubaine, assurant même le commentaire du documentaire Cuban Story de Victor Pahlen, peu avant sa mort. D'après les propres paroles de Flynn dans My Wicked, Wicked Ways, il considérait Fidel Castro comme un ami, disant de lui : « Pour une fois qu'il existait un vrai Robin des Bois dans le monde, j'ai voulu faire sa connaissance. » Il était allé à Cuba pour témoigner de la révolution et trouvait Castro fascinant. Il déclara en 1959, dans l'émission de télévision canadienne Front Page Challenge, que Castro deviendrait un des personnages majeurs de l'Histoire. Cette opinion a toutefois été émise avant que le régime castriste ne devînt ouvertement communiste et un allié majeur de l’Union soviétique aux portes des États-Unis, notamment au cours de la crise des missiles.

## Vie privée

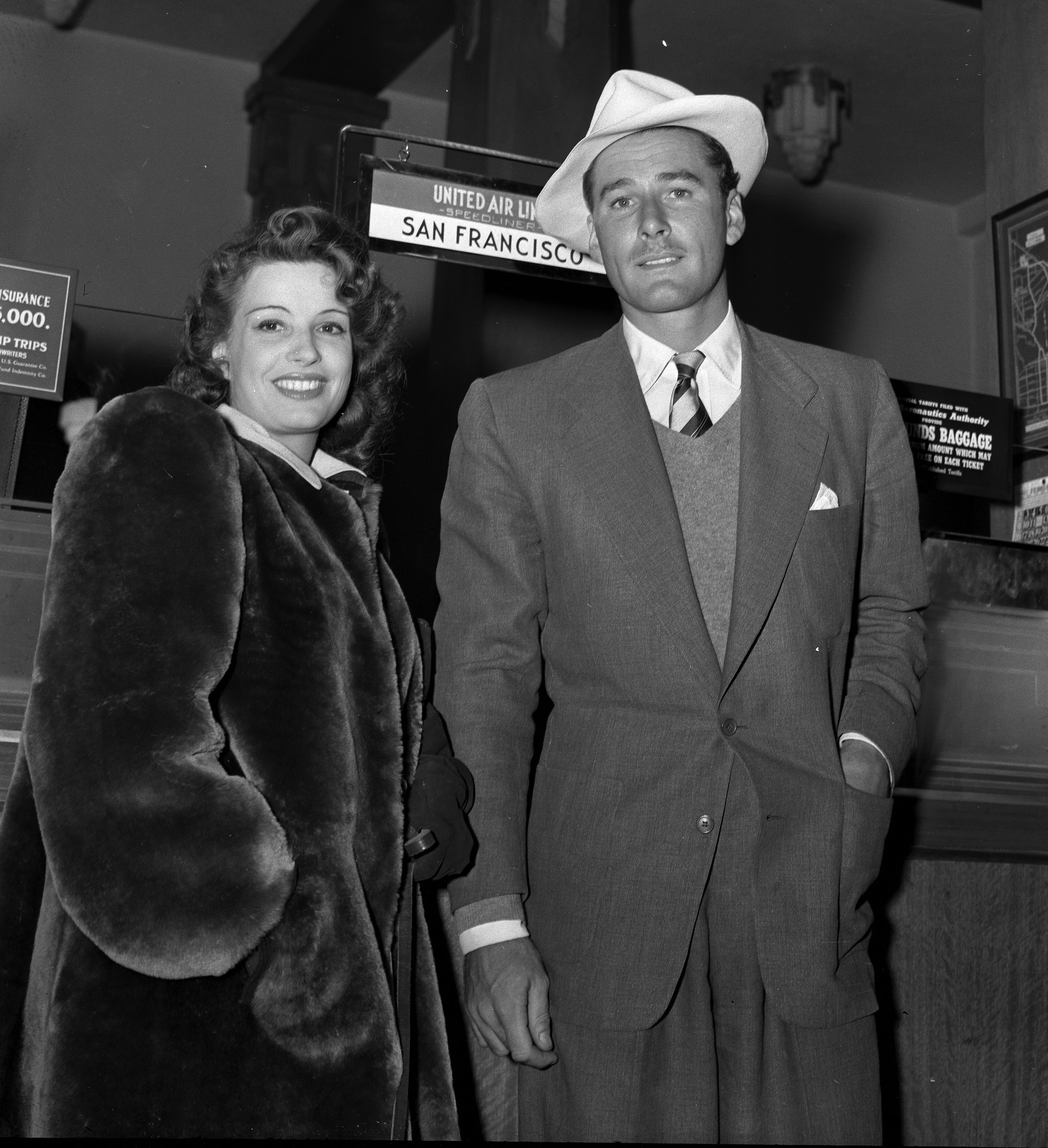
Errol Flynn aux côtés de sa première épouse, Lili Damita, en 1941.

Buveur invétéré, séducteur et fêtard notoire, Flynn confie dans son autobiographie : « Alors que la plupart des choses finissaient par m'ennuyer, la vodka jamais. » Ce style de vie lui attire des ennuis lorsque Betty Hansen et Peggy Satterlee, deux adolescentes, l'accusent de relations sexuelles avec des mineures (statutory rape) en novembre 1942 ; selon Simon Nasht dans son documentaire, Flynn est surtout coupable d'avoir refusé d'« arroser » les juges locaux comme le faisaient les autres acteurs d'Hollywood. Un groupe nommé Les Garçons américains pour la défense d'Errol Flynn s'organise pour sa défense. Parmi ses membres figure le journaliste conservateur William F. Buckley, Jr.. Le procès a lieu en janvier-février 1943 et un non-lieu est prononcé. Cet incident accroît sa réputation d'« homme à femmes », et le terme « l'amour à la Flynn » (en anglais « In Like Flynn ») devient synonyme de succès dans les entreprises amoureuses. Son attitude envers la vie et les femmes a été immortalisée par Benjamin S. Johnson dans son traité sur le sujet : Une philosophie errolesque de la vie (An Errolesque Philosophy on Life).
Flynn a été marié trois fois :
- de 1935 à 1942, avec l'actrice française Lili Damita, rencontrée sur le bateau qui l'amena à New York, le Paris. Ils se marient à Yuma (un fils, Sean Flynn, né en 1941, disparu au Cambodge en 1970, et probablement mort en 1971) ;
- de 1943 à 1948, avec Nora Eddington (deux filles, Deirdre, née en 1945, et Rory dont un petit-fils Sean) ;
- de 1950 à sa mort, avec l'actrice Patrice Wymore (une fille Arnella Roma, née en 1953, un petit-fils Luke).

À la fin des années 1950, il rencontre Beverly Aadland, âgée de 15 ans, à la Hollywood Professional School. Il projette de l'épouser et de l'emmener dans sa nouvelle demeure en Jamaïque, mais il meurt prématurément d'une crise cardiaque pendant un voyage à Vancouver.
Son unique fils, Sean, devient acteur trois ans après sa mort, et plus tard correspondant de guerre. Il disparaît au Cambodge en 1970, capturé par les Khmers rouges. Un de ses petits-fils, l'un des fils de Rory, également nommé Sean Flynn, est lui aussi acteur, obtenant quelques rôles dans son enfance.
Des rumeurs, rapportées entre autres par les biographes Charles Higham et David Bret, ont accrédité que Flynn était bisexuel (allant jusqu'à parler d'une liaison avec Tyrone Power, entre autres). Ces assertions, reprises par la première femme de Flynn, Lili Damita, en 1994 et confirmées par certaines des partenaires de Flynn comme Marlène Dietrich, ont été fermement démenties par les deux autres femmes de Flynn ainsi que par l'acteur David Niven, un de ses amis proches. Flynn lui-même a reconnu dans son autobiographie que plusieurs de ses partenaires féminines le croyaient « pédé » en raison — explique-t-il — de sa politesse, interprétée comme un désintérêt sexuel. Cette explication est toutefois en partie contredite par son comportement sur les plateaux, jugé, par d'aucuns, tout sauf poli et désintéressé.
Sportif accompli, Flynn pratiqua la boxe, le football et la gymnastique. Il était par ailleurs membre du club de cricket d'Hollywood avec son ami proche David Niven. Il était aussi passionné par la mer au point de confier : « Les seules véritables épouses que j'ai jamais eues ont été mes voiliers » ; il possédait plusieurs voiliers, dont le Makaï, avec lequel il transportait le coprah, le Matupi avec lequel il fit commerce d'esclaves, le Sirocco qui fut un temps, d'après certains, transformé en « bordel flottant », et le Zaca, une goélette qui était souvent amarrée à Palma de Majorque ou sur la Côte d'Azur.
Amateur d'art, il acheta plusieurs tableaux de maîtres, dont un Gauguin (Au bord de la mer) et un Van Gogh.

## Théâtre

### En Angleterre

#### ÀNorthampton
- 1933 : The Thirteen Chair de Bayard Veiller

Jack and the Beanstalk - pantomime
- 1934 : Sweet Lavander d'Arthur Wing Pinero

Bulldog Drummond de Herman Cyril McNeile
Une maison de poupée de Henrik Ibsen
On The Spot d'Edgar Wallace
Pygmalion de George Bernard Shaw
The Crime at Blossoms de Mordaunt Shairp
Yellow Sands d'Eden Phillpotts
A Grain of Mustard Seed de H.M. Harwood
Seven Keys to Baldpate de George M. Cohan
Othello ou le Maure de Venise de William Shakespeare
La Tragique Histoire du docteur Faust de Christopher Marlowe
The Green Bay Tree de Mordaunt Shairp
The Card d'Arnold Bennett
Fake de Frederick Lonsdale
The Farmer's Wife d'Eden Phillpotts
The Wind and the Rain de Merton Hodge
Sheppey de William Somerset Maugham
The Moon on the Yellow River de Denis Johnston
The Soul of Nicholas Syders de Jerome K. Jerome
Le Disciple du diable de George Bernard Shaw
Paddy the Next Best Thing de Gertrude Page (en)
9.45 d'Owen Davis et Sewell Collins

#### ÀMalvern
- 1934 : A Man's House de John Drinkwater

### Aux États-Unis
- Jane Eyre de Charlotte Brontë (six semaines de représentations à Cincinnati)[Quand ?].

## Filmographie

### Cinéma

#### Acteur
| Année | Titre VF                               | Titre VO                                 | Réalisateur                         | Rôle                                           | Commentaires                                                                                  |
| ----- | -------------------------------------- | ---------------------------------------- | ----------------------------------- | ---------------------------------------------- | --------------------------------------------------------------------------------------------- |
| 1933  |                                        | In the Wake of the Bounty                | Charles Chauvel                     | Fletcher Christian                             | Film australien ; premier film d'Errol Flynn                                                  |
| 1934  |                                        | I Adore You                              | George King                         | Petit rôle                                     | Film britannique ; non crédité au générique                                                   |
| 1934  |                                        | Murder at Monte Carlo                    | Ralph Ince                          | Dyter                                          | Film britannique                                                                              |
| 1935  |                                        | The Case of the Curious Bride            | Michael Curtiz                      | Gregory Moxley                                 | Premier film américain et première collaboration avec Michael Curtiz                          |
| 1935  | Ne pariez pas sur les blondes          | Don't Bet on Blondes                     | Robert Florey                       | David Van Dusen                                | Les rôles principaux du film sont tenus par Warren William et Claire Dodd                     |
| 1935  | La Femme traquée                       | I Found Stella Parish                    | Mervyn LeRoy                        | Petit rôle                                     | Non crédité au générique                                                                      |
| 1935  |                                        | Pirate Party on Catalina Isle            | Gene Burdette et Alexander Van Dorn | Petit rôle                                     | Court-métrage, non crédité au générique                                                       |
| 1935  | Capitaine Blood                        | Captain Blood                            | Michael Curtiz                      | Dr Peter Blood                                 | D'après le roman de Rafael Sabatini ; premier film avec Olivia de Havilland                   |
| 1936  | La Charge de la brigade légère         | The Charge of the Light Brigade          | Michael Curtiz                      | Major Geoffrey Vickers                         | Avec Olivia de Havilland                                                                      |
| 1937  | La Lumière verte                       | Green Light                              | Frank Borzage                       | Dr Newell Paige                                | Avec Anita Louise                                                                             |
| 1937  | Le Prince et le Pauvre                 | The Prince and the Pauper                | William Keighley                    | Miles Hendon                                   | D'après Mark Twain                                                                            |
| 1937  | La Tornade                             | Another Dawn                             | William Dieterle                    | Capitaine Denny Roark                          | Il partage l'affiche avec Kay Francis                                                         |
| 1937  | Un homme a disparu                     | The Perfect Specimen                     | Michael Curtiz                      | Gerald Beresford Wicks                         | Il partage l'affiche avec Joan Blondell                                                       |
| 1938  | Les Aventures de Robin des Bois        | The Adventures of Robin Hood             | Michael Curtiz et William Keighley  | Robin des Bois                                 | Nommé à l'Oscar du meilleur film ; avec Olivia de Havilland                                   |
| 1938  | Quatre au paradis                      | Four's a Crowd                           | Michael Curtiz                      | Robert Kensington 'Bob' Lansford               | Quatrième film avec Olivia de Havilland                                                       |
| 1938  | Nuits de bal                           | The Sisters                              | Anatole Litvak                      | Frank Medlin                                   | Il partage l'affiche avec Bette Davis                                                         |
| 1938  | La Patrouille de l'aube                | The Dawn Patrol                          | Edmund Goulding                     | Capitaine Courtney                             | Avec Basil Rathbone et David Niven                                                            |
| 1939  | Les Conquérants                        | Dodge City                               | Michael Curtiz                      | Wade Hatton                                    | Avec Olivia de Havilland                                                                      |
| 1939  | La Vie privée d'Élisabeth d'Angleterre | The Private Lives of Elizabeth and Essex | Michael Curtiz                      | Robert Devereux, 2e comte d'Essex              | Avec Bette Davis et Olivia de Havilland                                                       |
| 1940  | La Caravane héroïque                   | Virginia City                            | Michael Curtiz                      | Kerry Bradford                                 | Avec Miriam Hopkins et Humphrey Bogart                                                        |
| 1940  | L'Aigle des mers                       | The Sea Hawk                             | Michael Curtiz                      | Geoffrey Thorpe                                | Avec Brenda Marshall et Claude Rains                                                          |
| 1940  | La Piste de Santa Fe                   | Santa Fe Trail                           | Michael Curtiz                      | Jeb Stuart                                     | Avec Ronald Reagan dans le rôle du général Custer et Olivia de Havilland                      |
| 1941  | Des pas dans la nuit                   | Footsteps in the Dark                    | Lloyd Bacon                         | Francis Monroe Warren II                       | Avec Brenda Marshall                                                                          |
| 1941  | Bombardiers en piqué                   | Dive Bomber                              | Michael Curtiz                      | Lieutenant Douglas S. 'Doug' Lee               | Avec Fred MacMurray et Ralph Bellamy                                                          |
| 1941  | La Charge fantastique                  | They Died with Their Boots On            | Raoul Walsh                         | George Armstrong Custer                        | Avec Anthony Quinn dans le rôle de Crazy Horse et, pour la dernière fois, Olivia de Havilland |
| 1942  | Sabotage à Berlin                      | Desperate Journey                        | Raoul Walsh                         | Lieutenant Terrence 'Terry' Forbes             | Avec Ronald Reagan et Nancy Coleman                                                           |
| 1942  | Gentleman Jim                          | Gentleman Jim                            | Raoul Walsh                         | le boxeur James J. Corbett alias Gentleman Jim | Avec Alexis Smith et Jack Carson                                                              |
| 1943  | L'Ange des ténèbres                    | Edge of Darkness                         | Lewis Milestone                     | Gunnar Brogge                                  | Avec Ann Sheridan et Walter Huston                                                            |
| 1943  | Remerciez votre bonne étoile           | Thank Your Lucky Stars                   | David Butler                        | Lui-même                                       | Avec Humphrey Bogart et Bette Davis                                                           |
| 1943  | Du sang sur la neige                   | Northern Pursuit                         | Raoul Walsh                         | Caporal Steve Wagner                           | Avec Julie Bishop et Helmut Dantine                                                           |
| 1944  | Saboteur sans gloire                   | Uncertain Glory                          | Raoul Walsh                         | Jean Picard                                    | Avec Paul Lukas et Lucile Watson                                                              |
| 1944  | Aventures en Birmanie                  | Objective, Burma!                        | Raoul Walsh                         | Capitaine Nelson                               | Avec James Brown et William Prince                                                            |
| 1945  | San Antonio                            | San Antonio                              | David Butler                        | Clay Hardin                                    | Avec Alexis Smith et S. Z. Sakall                                                             |
| 1946  | Ne dites jamais adieu                  | Never Say Goodbye                        | James V. Kern                       | Phil Gayley                                    | Avec Eleanor Parker et Lucile Watson                                                          |
| 1947  | Le Loup des sept collines              | Cry Wolf                                 | Peter Godfrey                       | Mark Caldwell                                  | Avec Barbara Stanwyck et Geraldine Brooks                                                     |
| 1947  | Tu ne m'échapperas pas                 | Escape Me Never                          | Peter Godfrey et LeRoy Prinz        | Sebastian Dubrok                               | Avec Ida Lupino et Eleanor Parker                                                             |
| 1947  | La Dame de Shanghai                    | The Lady from Shanghai                   | Orson Welles                        | Petit rôle                                     | Non crédité au générique                                                                      |
| 1947  | Gai, marions-nous                      | Always Together                          | Frederick De Cordova                | Petit rôle coupé au montage                    | Avec Cecil Kellaway et Don McGuire                                                            |
| 1948  | La Rivière d'argent                    | Silver River                             | Raoul Walsh                         | « Mike » McComb                                | Avec Ann Sheridan                                                                             |
| 1948  | Les Aventures de Don Juan              | Adventures of Don Juan                   | Vincent Sherman                     | Don Juan                                       | Avec Viveca Lindfors                                                                          |
| 1949  | Les Travailleurs du chapeau            | It's a Great Feeling                     | David Butler                        | Jeffrey Bushdinkle, le fiancé                  | Non crédité au générique                                                                      |
| 1949  | La Dynastie des Forsyte                | That Forsyte Woman                       | Compton Bennett                     | Soames Forsyte                                 | D'après le roman de John Galsworthy                                                           |
| 1950  | Montana                                | Montana                                  | Ray Enright                         | Morgan Lane                                    | Avec Alexis Smith                                                                             |
| 1950  | Kim                                    | Kim                                      | Victor Saville                      | Mahbub Ali                                     | D'après Kim de Rudyard Kipling                                                                |
| 1950  | La Révolte des dieux rouges            | Rocky Mountain                           | William Keighley                    | Capitaine Lafe Barstow                         | Avec Patrice Wymore                                                                           |
| 1951  | Hello God                              | Hello God                                | William Marshall                    | l'homme sur la plage d'Anzio                   | Errol Flynn en est aussi le producteur                                                        |
| 1951  | La Taverne de la Nouvelle-Orléans      | Adventures of Captain Fabian             | William Marshall                    | Capitaine Michael Fabian                       | Avec Micheline Presle et Vincent Price                                                        |
| 1952  | Mara Maru                              | Mara Maru                                | Gordon Douglas                      | Gregory Mason                                  | Avec Ruth Roman et Raymond Burr                                                               |
| 1952  | À l'abordage                           | Against All Flags                        | George Sherman                      | Brian Hawke                                    | Avec Maureen O'Hara et Anthony Quinn                                                          |
| 1952  |                                        | Deep Sea Fishing                         | Errol Flynn                         | Lui-même                                       | Court-métrage documentaire                                                                    |
| 1952  |                                        | Cruise of the Zaca                       | Errol Flynn                         | Lui-même, le narrateur                         | Court-métrage documentaire                                                                    |
| 1953  |                                        | The Story of William Tell                | Jack Cardiff                        | William Tell                                   | Long-métrage inachevé, coécrit (et coproduit) par Errol Flynn d'après Friedrich von Schiller  |
| 1953  | Le Vagabond des mers                   | The Master of Ballantrae                 | William Keighley                    | Jamie Durie                                    | D'après Robert Louis Stevenson                                                                |
| 1954  | Le Maître de Don Juan                  | Il Maestro di Don Giovanni               | Milton Krims                        | Renzo                                          | Avec Gina Lollobrigida                                                                        |
| 1954  | Voyage en Birmanie                     | Lilacs in the Spring                     | Herbert Wilcox                      | John 'Beau' Beaumont                           | Avec Anna Neagle et David Farrar                                                              |
| 1955  | L'Armure noire                         | The Dark Avenger                         | Henry Levin                         | Prince Edward                                  | Avec Joanne Dru et Peter Finch                                                                |
| 1955  | Rhapsodie royale                       | King's Rhapsody                          | Herbert Wilcox                      | Richard, roi de Laurentie                      | D'après la pièce d'Ivor Novello                                                               |
| 1957  | Istanbul                               | Istanbul                                 | Joseph Pevney                       | James Brennan                                  | Avec Cornell Borchers et John Bentley                                                         |
| 1957  | Trafic à La Havane                     | The Big Boodle                           | Richard Wilson                      | Ned Sherwood                                   | Avec Rosanna Rory                                                                             |
| 1957  | Le soleil se lève aussi                | The Sun Also Rises                       | Henry King                          | Mike Campbell                                  | D'après Le soleil se lève aussi d'Ernest Hemingway                                            |
| 1958  | Une femme marquée                      | Too Much, Too Soon                       | Art Napoleon                        | John Barrymore                                 | Biographie de Diana Barrymore                                                                 |
| 1958  | Les Racines du ciel                    | The Roots of Heaven                      | John Huston                         | Le commandant Johnny Forsythe                  | D'après Les Racines du ciel de Romain Gary                                                    |
| 1959  |                                        | Cuban Rebel Girls                        | Barry Mahon                         | Le Correspondant américain                     | Scénario d'Errol Flynn                                                                        |
| 1959  | Cuban Story                            | The Truth About Fidel Castro Revolution  | Victor Pahlen                       | Narrateur                                      | Documentaire sur la révolution cubaine                                                        |

#### Scénariste
- 1951 : La Taverne de la Nouvelle-Orléans (Adventures of Captain Fabian) de William Marshall
- 1953 : The Story of William Tell de Jack Cardiff
- 1959 : Cuban Rebel Girls de Barry Mahon

#### Réalisateur
- 1952 : Deep Sea Fishing, court-métrage documentaire
- 1952 : Cruise of the Zaca, court-métrage documentaire

### Télévision
- 1956 : Le Choix de... (Screen Directors Playhouse) (épisode The Sword of Villon) de George Waggner, rôle de Francois Villon.
- 1957 : The Errol Flynn Theatre, série britannique de 26 épisodes de 30 minutes chacun.
- 1959 : Goodyear Theatre (épisode The Golden Shanty) d'Arthur Hiller
- 1959 : The Red Skelton Show (épisode Freddie's Beat Shack)

## Œuvres littéraires
- Beam Ends, New York, Longmans, Green and co, 1937, 239 pages  (ISBN 978-0848813154) (traduction française : Princes de la bourlingue, éditions Ouest France, 2003) Récit autobiographique.
- Showdown, New York, Sheridan House, 1946, 308 pages  (ISBN 978-0899660943) (traduction française: L'Épreuve de vérité, Le Serpent à plumes, Paris, avril 2009  (ISBN 978-2268067865)) Roman.
- My Wicked, Wicked Ways, New York, G. P. Putnam's Sons, 1959, 438 pages (traduction française : Errol Flynn (trad. France-Marie Watkins et Solange Metzger), Mes 400 coups, Paris, Olivier Orban, coll. « Ramsay Poche Cinéma » (no 52), 1977, 354 p. (ISBN 2-85956-655-4 et 978-2-8595-6655-5) / réed. J'ai lu, 1979  (ISBN 2-277-11974-1) / rééd. Séguier, 2020) Autobiographie.
- Moi et Castro, suivi de ce qui m'est réellement arrivé en Espagne, éditions du Sonneur, 2019.

## Distinctions
- Bambi 1951.
- Sour Apple[n 13] 1943 et 1948 aux Golden Apple Awards pour le prix de l'acteur « le plus difficile à vivre ».
- Étoile sur le Walk of Fame, devant le 6654 Hollywood Boulevard.

## Postérité
Après sa mort, Errol Flynn est incarné par divers acteurs dans des films de fiction, dans lesquels le personnage n'est pas toujours le plus important. Plus ponctuellement, il devient également un personnage de bande dessinée ou de roman.

### Cinéma
- 2018 : In Like Flynn de Russell Mulcahy, interprété par Thomas Cocquerel (en)

Ce film d'aventures, plus ou moins biographique, se passe dans les années 1930. Errol Flynn et trois hommes partent à la recherche d'un trésor.
- 2013 : The Last of Robin Hood de Richard Glatzer et Wash Westmoreland, interprété par Kevin Kline

Ce film revient sur la liaison de l'acteur avec une mineure du nom de Beverly Aadland.
- 2004 : Aviator de Martin Scorsese, interprété par Jude Law

Dans ce film consacré à Howard Hughes, il n'apparaît que brièvement.
- 1993 : Flynn (en) de Frank Howson, interprété par Guy Pearce

### Télévision
- 1993 : Tales from the Hollywood Hills: Pat Hobby Teamed with Genius de Rob Thompson, interprété par Kevin Bash
- 1985 : Mes 400 coups : la légende d'Errol Flynn (My Wicked, Wicked Ways… The Legend of Errol Flynn) de Don Taylor, interprété par Duncan Regehr

### Bande dessinée
- Claude-Jean Philippe (scénario) et Patrick Lesueur (dir.), Captain Flynn, Paris, Dargaud, coll. « Portraits souvenirs », 1989, 62 p. (ISBN 2-205-03423-5, EAN 978-2-205-03423-3, OCLC 417139289).

### Roman
- François Cérésa, La Montre d'Errol Flynn, Écriture, 2019.

### Musique
- Blanche neige & Errol Flynn album Blanche & Errol (distrokid 2023)